# Рагналл Гутфритссон
Рагналл Гутфритссон (др.-сканд. Røgnvaldr Guðrøðsson, др.‑ирл. Ragnall mac Gofraid) — король Йорка. Правил в Нортумбрии в 943—944 годах одновременно с Олавом Квараном, однако неизвестно, были ли они союзниками или соперниками. Рагналл и Олав были изгнаны из Нортумбрии англичанами в 944 году. Его дальнейшая жизнь неизвестна, но возможно, он был тем «королём датчан», которого убили саксы в 944 или 945 году в Йорке.

## Идентичность
Происходил из династии Рагнара Лодброка по линии Ивара Бескостного. Сын Готфрида и правнук Ивара из рода Уи Имар. О дате рождения и молодости ничего неизвестно.
В 943 году прибыл в Берницию из Ирландии. Здесь, вступив в союз с королём Англии Эдмундом I, выступил против короля Йорка Олава II. Он разбил его в том же году и сам стал королём Йорка. Впрочем, Олав выжил и война продолжалась. Через некоторое время Рагналл отказался признавать сюзеренитет Эдмунда I. Король Англии воспользовался войной между Рагналлом II с Олавом II и выступил против первого. В 944 году Рагналл потерпел поражение и погиб в войне с англосаксами. После него на некоторое время королем стал Олав II, но вскоре был изгнан королём Эдмундом I.